# Fabián Moyano
Fabián Gustavo Moyano Batres, (Mendoza, Argentina, 2 de enero de 1986) es un futbolista argentino. Juega como arquero y se encuentra sin equipo.

## Clubes
| Club                  | País      | Año       |
| --------------------- | --------- | --------- |
| Boca Juniors          | Argentina | 2005-2006 |
| Lanús                 | Argentina | 2006-2009 |
| Atlanta               | Argentina | 2009-2010 |
| Colegiales            | Argentina | 2010      |
| San Luis              | Chile     | 2011-2012 |
| Lota Schwager         | Chile     | 2013      |
| Iberia                | Chile     | 2014-2015 |
| Deportes Puerto Montt | Chile     | 2015-2019 |